# Holophryxus fusiformis
Holophryxus fusiformis is een pissebed uit de familie Dajidae. De wetenschappelijke naam van de soort is voor het eerst geldig gepubliceerd in 1937 door Sueo M. Shiino.